# Колен, Шарль Жозеф
Шарль Жозеф Колен (фр. Charles-Joseph Colin; 2 июня 1832, Шербур, Королевство Франция — 26 июля 1881, Париж) — французский композитор и гобоист, музыкальный педагог. Дядя Луи Вьерна, оказавший на него большое влияние.

## Биография
Шарль Жозеф Колен получил первые уроки музыки у своего отца, капельмейстера расквартированного в Шербуре 50-го пехотного полка. Учился в Парижской консерватории у Гюстава Вогта (гобой), Франсуа Бенуа (орган), Адольфа Адана и Амбруаза Тома (гармония и композиция). В 1857 году получил вторую Римскую премию, уступив только Жоржу Бизе, за кантату «Кловис и Клотильда» и в последующие три года работал в Риме.
В 1868 году занял пост профессора гобоя в Парижской консерватории (среди его учеников, в частности, Жорж Жилле). Одновременно служил органистом в одной из парижских церквей. Скоропостижно скончался от двустороннего воспаления лёгких спустя двенадцать дней после того, как был удостоен за свою музыкально-педагогическую деятельность звания кавалера Ордена Почётного легиона.
Шарль Жозеф Колен — автор сочинений для гобоя (в том числе Большой концертной фантазии для гобоя с оркестром, Op. 47), органа, хоровой музыки.